# Szarek (Ełk)
Szarek (deutsch Sarken) ist ein kleiner Ort in der polnischen Woiwodschaft Ermland-Masuren und gehört zur Gmina Ełk (Landgemeinde Lyck) im Powiat Ełcki (Kreis Lyck).

## Geographische Lage
Szarek am Westufer des Sarker Sees (polnisch Jezioro Szarek) liegt im südlichen Osten der Woiwodschaft Ermland-Masuren und westlich der Góra Bunelka (Bunelkahöhe) mit 167 Höhenmetern. Die Kreisstadt Ełk (Lyck) liegt fünf Kilometer nordöstlich.

## Geschichte
Im Jahre 1483 wurde das nach 1785 Sarcken und bis 1945 Sarken genannte Dorf gegründet und bestand aus einem Gut sowie einigen Gehöften. Zwischen 1874 und 1945 war es in den Amtsbezirk Lyck-Land eingegliedert, dessen Amtssitz sich in Neuendorf (polnisch Nowa Wieś Ełcka) befand. Bis 1945 gehörte er zum Kreis Lyck im Regierungsbezirk Gumbinnen (ab 1905: Regierungsbezirk Allenstein) der preußischen Provinz Ostpreußen.
Im Jahre 1910 verzeichnete Sarken 149 Einwohner, von denen 72 zur Landgemeinde und 77 zum Gutsbezirk gehörten. Aufgrund der Bestimmungen des Versailler Vertrags stimmte die Bevölkerung im Abstimmungsgebiet Allenstein, zu dem Sarken gehörte, am 11. Juli 1920 über die weitere staatliche Zugehörigkeit zu Ostpreußen (und damit zu Deutschland) oder den Anschluss an Polen ab. In Dorf und Gut Sarken stimmten 100 Einwohner für den Verbleib bei Ostpreußen, auf Polen entfielen keine Stimmen. Am 30. September 1928 wurde das Gut Sarken in die Landgemeinde Sarken eingemeindet. Die Einwohnerzahl belief sich 1933 auf 141 und 1939 noch auf 122.

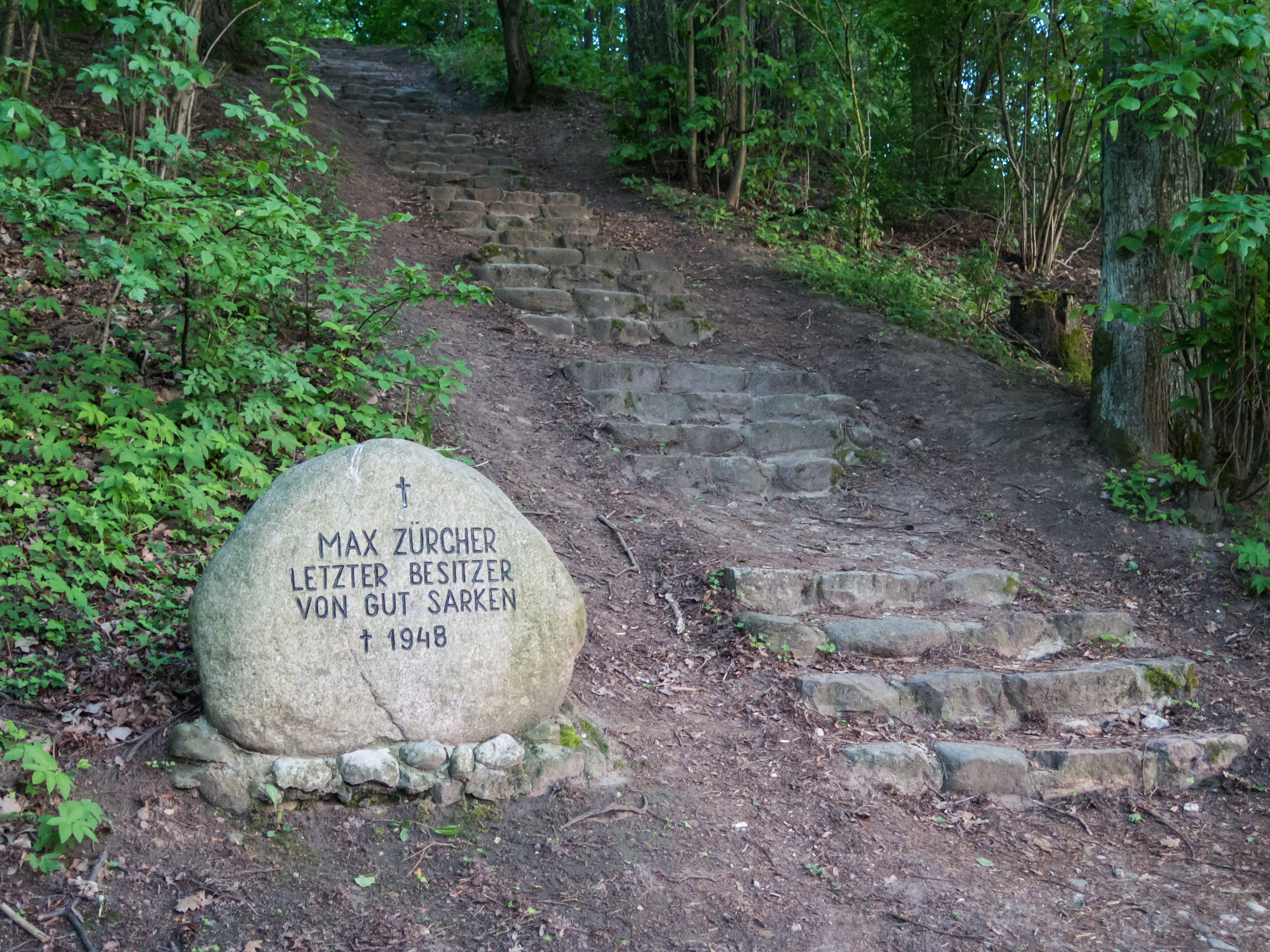
Gedenkstein für den letzten Gutsbesitzer auf Sarken

In Kriegsfolge kam der Ort 1945 mit dem gesamten südlichen Ostpreußen zu Polen und erhielt die polnische Namensform „Szarek“. Heute ist er Sitz eines Schulzenamtes (polnisch Sołectwo) und damit eine Ortschaft im Verbund der Gmina Ełk (Landgemeinde Lyck) im Powiat Ełcki (Kreis Lyck), vor 1998 der Woiwodschaft Suwałki, seither der Woiwodschaft Ermland-Masuren zugeordnet.

## Kirche
Vor 1945 war Sarken in die evangelische Pfarrkirche Lyck in der Kirchenprovinz Ostpreußen der Kirche der Altpreußischen Union sowie in die Römisch-katholische Kirche St. Adalbert Lyck im Bistum Ermland eingepfarrt.
Heute gehört Szarek zu den katholischen Pfarrgemeinden Nowa Wieś Ełcka bzw. Ełk, beide im Bistum Ełk der Römisch-katholischen Kirche in Polen. Die evangelischen Einwohner halten sich zur Kirchengemeinde in Ełk, die heute eine Filialgemeinde der Pfarrei in Pisz (Johannisburg) in der Diözese Masuren der Evangelisch-Augsburgischen Kirche in Polen ist.

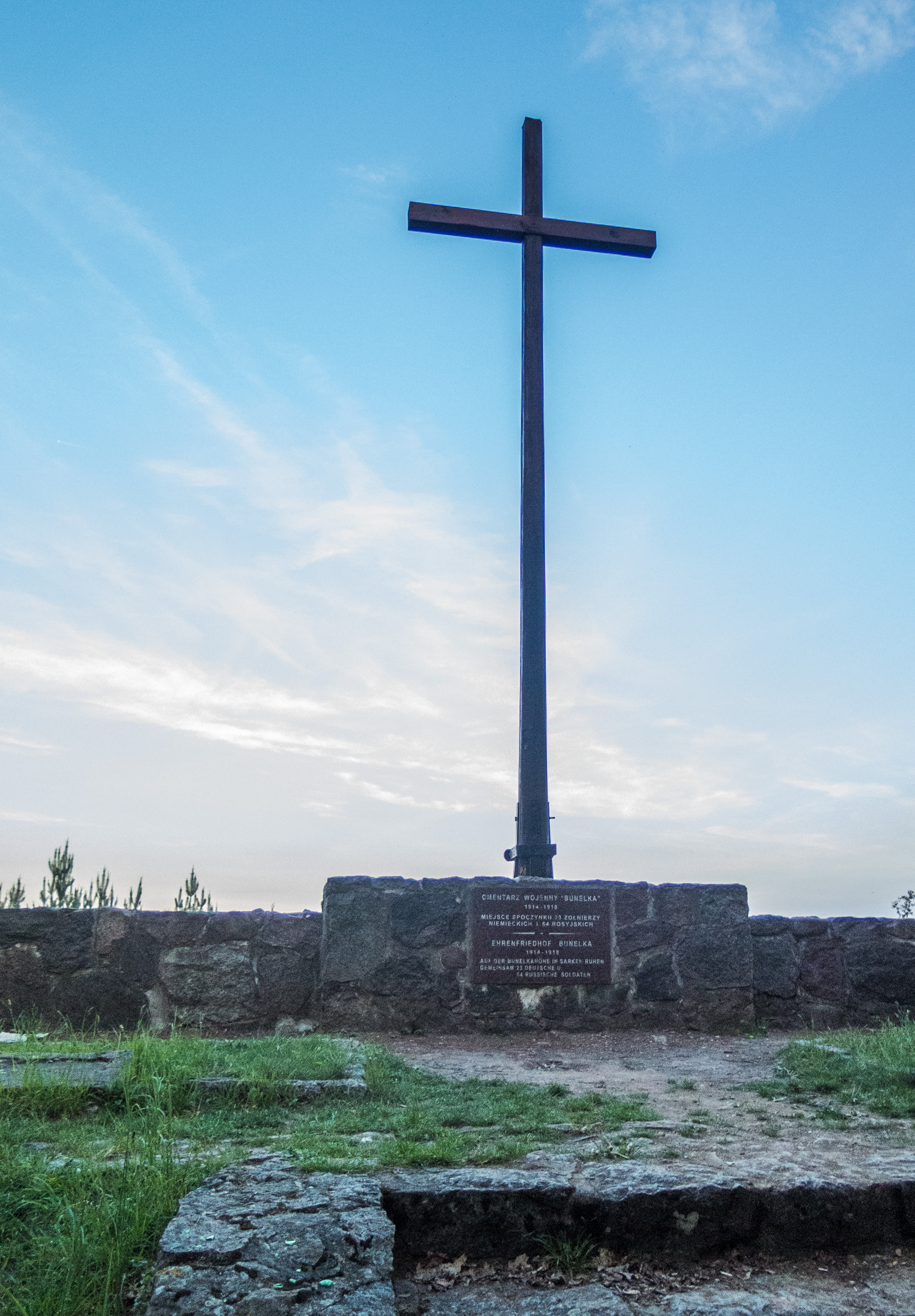
Gedenkkreuz und Erinnerungstafel auf dem Ehrenfriedhof Bunelka

## Ehrenfriedhof Bunelka 1914–1918
Auf der Bunelkahöhe im Osten des Dorfes befindet sich ein Soldatenfriedhof (polnisch Cmentarz wojenny „Bunelka“), der an die kriegerischen Auseinandersetzungen im Jahre 1915 bei Lyck erinnert. In polnischer Sprache werden 23 deutsche und 64 russische Soldaten genannt, die gemeinsam in der Gräberanlage beigesetzt wurden. Ein sechs Meter hohes und auf einen Steinsockel aufgesetztes Holzkreuz macht – weithin sichtbar – auf die Gedenkstätte aufmerksam.

## Verkehr
Szarek liegt an der Nebenstraße 1925N, die von Nowa Wieś Ełcka (Neuendorf) an der polnischen Landesstraße 65 (einstige deutsche Reichsstraße 132) gelegen, über Szarejki (Sareyken, 1938 bis 1945 Sareken) kommend in Szarek endet. Außerdem besteht eine Straßenverbindung von Chruściele (Chroscziellen, 1933 bis 1945 Kreuzfeld) nach hier. Eine Bahnanbindung besteht nicht.